# Eirinoúpoli
Eirinoúpoli är en ort i Grekland.   Den ligger i prefekturen Nomós Imathías och regionen Mellersta Makedonien, i den norra delen av landet, 300 km norr om huvudstaden Aten. Eirinoúpoli ligger 24 meter över havet och antalet invånare är 2 635.
Terrängen runt Eirinoúpoli är platt, och sluttar österut. Runt Eirinoúpoli är det ganska tätbefolkat, med 72 invånare per kvadratkilometer. Närmaste större samhälle är Náousa, 11,8 km sydväst om Eirinoúpoli. Trakten runt Eirinoúpoli består till största delen av jordbruksmark.